# سكوت فوربس (ممثل)
سكوت فوربس (بالإنجليزية: Scott Forbes)‏ هو كاتب سيناريو وممثل بريطاني (وحمل سابقاً جنسية المملكة المتحدة لبريطانيا العظمى وأيرلندا)، ولد في 11 سبتمبر 1920 في المملكة المتحدة، وتوفي بنفس المكان في 25 فبراير 1997.

## وصلات خارجية
- سكوت فوربس على موقع IMDb (الإنجليزية)
- سكوت فوربس على موقع ألو سيني (الفرنسية)
- سكوت فوربس على موقع أول موفي (الإنجليزية)
- سكوت فوربس على موقع قاعدة بيانات برودواي على الإنترنت (الإنجليزية)
- سكوت فوربس على موقع قاعدة بيانات الأفلام السويدية (السويدية)
- سكوت فوربس على موقع قاعدة بيانات الفيلم (الإنجليزية)
- سكوت فوربس على موقع كينوبويسك (الروسية)